# Ernst Geyer (Journalist, 1945)
Ernst Geyer (* 4. April 1945 in Rosenheim), deutscher Journalist und Filmproduzent.

## Werdegang
1974 Diplom in Soziologie und Sozialpsychologie -  LMU München. 
1975 bis 1978 wissenschaftlicher Referent Staatsinstitut für Schulpädagogik in München.
1978 BR Redakteur, 
1990 Redaktionsleitung BR-Familienredaktion. Verantwortet die Sendereihen Job & Pop, Live aus dem Alabama, Live aus dem Schlachthof, Frauenmagazin „Die da!“, daily Talk Pfarrer Fliege, die Kinderserie Zappzarapp, die TV-Serie Sedlmayr, Pumuckl und TV-Reihen mit Alfons Schuhbeck.
1996 Gründungsprogrammgeschäftsführer des Kinderkanals (KIKA). 
1997 Leiter der Programmredaktion der Pay-TV-Digitalplattform, DF1.
1999 Abteilungsleitung „Deutsche TV-Reihen und Kinderprogramme“ Kirchmedia.
2002 Gründung und Leitung der Produktionsfirma Moviepool. 
2012 geschäftsführender Gesellschafter Filmbüro Münchner Freiheit.
Seit 1995 Galerie und Vinothek Galerie Villa Maria in Bad Aibling. 
Ernst Geyer lebt und arbeitet in München und Bad Aibling.

## Filmografie (Auswahl)

### Fiktion (Auswahl)
- 1992: Sedlmayr – Fernsehserie von und mit Walter Sedlmayr
- 1994: Pumuckl und der blaue Klabauter
- 2000: Animationsreihen Momo und Karlsson auf dem Dach (jeweils TV-Reihe und Kinospielfilm)
- ab 2002: Fernseh-Filmreihe „Alpine Dramen“ (Jennerwein, Die Villen der Frau Hürsch, Die Bauernprinzessin 1–3, Die Route u. v. m.)
- 2006: Wie Licht schmeckt, Romanverfilmung Friedrich Ani (Autor)
- ab 2006: Märchenperlen des ZDF (Hänsel und Gretel (2006), Rumpelstilzchen (2007), Der Teufel mit den drei goldenen Haaren (2009), Aschenputtel (2010) u. v. m.)
- 2008: Zwerg Nase (ARD)
- 2009: Schneewittchen (ARD)
- 2011: Blaubeerblau (Regie: Rainer Kaufmann) – Grimmepreis, Geissendörferpreis
- 2011: Sommer der Gaukler (Regie: Marcus H. Rosenmüller)
- 2017: Racko Staffel I
- 2019: Racko, Staffel II
- 2022: "Willkommen in Siegheilkirchen - der Deixfilm!" - gemeinsam mit Aichholzerfilm Wien - (Regie: Markus H. Rosenmüller) - Nominierung Annecy - Wettbewerb, Filmfest München 2021, Filmfestival in Giffoni, Filmfestival Zürich 21 u. v. m. -  Kinostart in Österreich: März 2022, in Deutschland Juli 2022

### Nonfiktion (Auswahl)
- 1984 ff: Live aus dem Alabama/Schlachthof/Nachtwerk
- 1990 ff: Sendereihe Die da!
- 1992ff: Talkreihe Pfarrer Fliege
- 2003–2015: Der große Max – Karikaturcomic von Dieter Hanitzsch
- 2004–2014: Köpfe in Bayern
- 2006: Theateraufzeichnung „Offener Vollzug“ (Gerhard Polt)
- 2006 ff: Lebenslinien – Mumei, A. Schuhbeck, Christiane Blumhoff u. a.
- 2008 ff: Landfrauenküche
- 2008 ff: Weinwunder Deutschland
- 2010: 30 Jahre Gerhard Polt und Biermösl Blosn
- 2013 ff: Strawanzen – Stofferl Wells Bayern
- 2014: Theateraufzeichnung „Ekzem Homo“ (Gerhard Polt)
- 2019 Lucki Maurer: mehr braucht’s net
- 2023 Theateraufzeichnung „A Scheene Leich“ (Gerhard Polt & Brüder Well)
- 2023 Willi auf der Suche nach der ewigen Liebe

## Auszeichnungen (Auswahl)
- 1987: Grimmepreis - Live aus dem Alabama
- 2012/13:  Grimmepreis, Publikumspreis Festival des deutschen Films, Ludwigshafen, Medienpreis der Evangelischen Kirche in Deutschland - Blaubeerblau.
- 2022: Österreichischer Filmpreis, publikumsstärkster Kinofilm - Rotzbub/Willkommen in Siegheilkirchen[2]
- 2022 Publikumspreis Kinofilmfestival Oberaudorf.

## Belege
1. ↑  Filmbüro Münchner Freiheit GmbH - Impressum. Abgerufen am 2. Februar 2024.
2. ↑  Preisträger:innen 2022. In: Österreichische Filmakademie. Abgerufen am 22. August 2022.

| Personendaten    | Personendaten                                       |
| ---------------- | --------------------------------------------------- |
| NAME             | Geyer, Ernst                                        |
| KURZBESCHREIBUNG | deutscher Journalist und Film- und Fernsehproduzent |
| GEBURTSDATUM     | 4. April 1945                                       |
| GEBURTSORT       | Rosenheim                                           |